# 山脇村
山脇村（やまわきむら）はかつて岐阜県各務郡に存在した村である。
村名は、山の脇に接する位置にできた村だったことによる。
現在の各務原市稲羽地区の山脇町に該当する。

## 歴史
- 江戸時代、旗本坪内氏領であった。
- 1889年 (明治22年)7月1日 - 下切村と合併し、若宮村が成立。同日山脇村廃止[2]。

## 史跡
- 西洞山古墳群と呼ばれる29基の古墳があったが、現在では2基を残すのみである。

このうち7世紀築造の6号墳からは、多くの鉄製武器が出土している。